# Barbablù, Barbablù
Pour plus de détails, voir Fiche technique et Distribution.
Barbablù, Barbablù est un film dramatique franco-ouest-germano-italien réalisé par Fabio Carpi et sorti en 1987.

## Synopsis
Un célèbre psychanalyste, surnommé Barbe-Bleue (Barbablù) en raison de ses cinq mariages, doit donner une interview à l'occasion de son 83e anniversaire sur une chaîne de télévision locale, qui doit être enregistrée dans sa luxueuse villa au bord du lac de Côme. Le patriarche, autoritaire et capricieux comme il l'est, qui agace de temps à autre ses proches en annonçant sa mort imminente, a réuni autour de lui ses enfants, sa belle-fille et ses petits-enfants. Mais comme d'habitude, il est plus intéressé par lui-même et par l'interview que par sa famille. Son fils Federico est un homme faible, sa fille Bella est une actrice sans talent, Gastone, un égoïste dont les pensées tournent exclusivement autour du sexe. Et puis il y a les petits-enfants Eva et Rinaldo, liés l'un à l'autre par une relation incestueuse. Ses remarques cyniques mettent peu à peu en lumière les tensions latentes dans la famille, leurs relations perturbées, leurs obsessions sexuelles.
Là encore, il est victime d'un nouvel infarctus, dont il sort indemne grâce aux soins dévoués d'Adele. Adèle était infirmière, elle est probablement sa compagne actuelle et est méprisée par toute la famille. La frustration générale, le mécontentement et le dépit augmentent jusqu'à ce que les uns après les autres, ils quittent la maison. Rinaldo fonce vers la mort avec sa moto. Il lui reste sa petite-fille, qui est la seule à éprouver de la sympathie pour son grand-père, cet égocentrique vieillissant.

## Fiche technique
- Titre original italien : Barbablù, Barbablù[1]
- Titre allemand : Blaubart und seine Kinder[2]
- Réalisation : Fabio Carpi
- Scénario : Fabio Carpi
- Photographie : José Luis Alcaine
- Décors : Amedeo Fago
- Production : Carlo Tuzzu, Roberta Tuzzi
- Société de production : Rai 2, Pont Royal Film TV, Production Générale de Films (PROGEFI), France 3, Beta Film
- Format : Couleur par Eastmancolor - son mono - 35 mm
- Pays de production :  Italie -  Allemagne de l'Ouest -  France
- Langue de tournage : italien
- Genre : Drame
- Durée : 119 minutes
- Dates de sortie :
  - Espagne : 24 septembre 1987 (Festival du film de Saint-Sébastien)
  - Italie : 17 novembre 1989 (Milan)
  - Allemagne de l'Ouest : 17 décembre 1990 (diffusion télévisée)

## Distribution
- John Gielgud : Barbe Bleue
- Héctor Alterio : Federico
- Susannah York : Teresa
- Maria Laborit : Bella
- Niels Arestrup : Gaston
- Angelika Maria Boeck : Angelika
- Silvia Mocci : Eva
- Enzo Cosimi : Rinaldo
- Margarita Lozano : Adèle
- José Quaglio : Dominici
- Leopoldo Mastelloni : Beniamino
- Aldo Reggiani : acteur
- Francesco Carnelutti :
- Enrico Ghezzi : chef d'équipe TV

## Production
Le titre Barbablù, Barbablù fait référence au conte La Barbe bleue de Charles Perrault dans Les Contes de ma mère l'Oye. Depuis la fin du XVIIIe siècle, le thème de Barbe-Bleue a fait l'objet d'innombrables variations dans la littérature, l'opéra, le théâtre et le ballet, et rien qu'au cinéma, 19 fois depuis 1901. Le sujet a fait l'objet d'études littéraires et psychanalytiques.
Cesare Musatti, un pionnier de la psychologie de la forme et de la psychanalyse en Italie, est considéré comme un modèle pour le psychanalyste incarné par John Gielgud. Musatti a lui-même publié plusieurs essais sur la relation entre le cinéma et la psychanalyse. Musatti a été le professeur de Fabio Carpi au Liceo Parini de Milan, sous lequel il a passé un examen de philosophie. En 1986, Carpi a réalisé le documentaire Musatti, matematico veneziano sur son ancien professeur. Au cours d'une longue interview, Carpi a posé 20 questions qu'il avait préalablement soumises à Musatti. Le film a été tourné en cinq jours avec une petite équipe dans la villa de Musatti. Musatti lui-même s'est marié quatre fois, ses deux premières épouses sont mortes après seulement quelques années de mariage.